# Margattea nimbata
Margattea nimbata es una especie de cucaracha del género Margattea, familia Ectobiidae. Fue descrita científicamente por Shelford en 1907.
Habita en Japón, Australia y Tailandia.